# قرارات مجلس الأمن الدولي بشأن البرنامج النووي الإيراني
أصدر مجلس الأمن الدولي التابع للأمم المتحدة (UNSC) سبعة قرارات  تتعلق بالبرنامج النووي الإيراني، لكن القرار الوحيد الساري حاليًا هو القرار 2231 الصادر في 20 يوليو 2015، الذي صادق على خطة العمل الشاملة المشتركة بشأن البرنامج النووي الإيراني. وحدد القرار عملية التفتيش والجدول الزمني لإزالة عقوبات الأسلحة التي تفرضها الأمم المتحدة  ضد إيران. في أغسطس 2020، قدمت الولايات المتحدة اقتراحًا بتمديد حظر الأسلحة المفروض على إيران في الأمم المتحدة.

## قرارات مجلس الأمن المتعلقة بأسلحة إيران
قرارات حظر الأسلحة الذي فرضته الأمم المتحدة على إيران هي:

### القرار 1737
في 23 ديسمبر 2006، تبنت الأمم المتحدة القرار رقم 1737 بشأن إيران الذي يدعو إيران إلى تعليق جميع الأنشطة المتعلقة بتخصيب اليورانيوم، بما في ذلك البحث والتطوير. وتضمن القرار عقوبات تتعلق بمنع استيراد وتصدير المواد والمعدات النووية الحساسة لصالح إيران. ودعا القرار الدول الأخرى إلى تجميد جميع أصول الأفراد والشركات المحددين في مرفق القرار.

### القرار 1747
في 24 مارس 2007، تبنى مجلس الأمن الدولي القرار رقم 1747 بشأن إيران. وأكد القرار على ضرورة تنفيذ مضامين القرار 1737، مقرراً ألا تقوم إيران بتوريد أو بيع أو نقل أي أسلحة أو عتاد ذي صلة بشكل مباشر أو غير مباشر من أراضيها، أي على يد رعاياها أو باستخدام السفن التي ترفع علمها أو طائراتها. كما تم فرض قيود على سفر وممتلكات الأشخاص المرتبطين ببرنامج إيران النووي.

### القرار 1803
اتخذ مجلس الأمن في جلسته المنعقدة في 3 مارس 2008، القرار 1803 بشأن ملف إيران النووي. عزز هذا القرار متطلبات القرارات السابقة. وأضاف  قيودًا على المعاملات البنكية الإيرانية. كما طالب القرار جميع الدول بتفتيش الشحنات المتجهة من إيران أو إليها إذا كانت هناك «أسباب معقولة للاعتقاد بأن الشحنة تحتوي على مواد محظورة».

### القرار 1929
في 9 في يونيو 2010، اعتمدت الأمم المتحدة  قرار يحمل الرقم 1929 بشأن إيران. وقد شدد القرار على القرارات السابقة وشدد القيود على تعاملات البنوك الإيرانية. وزاد عدد الأفراد والشركات الإيرانية المدرجة في حظر السفر وجمد أصولهم. كما منع إيران من نقل واستيراد وتصدير الصواريخ أو أنظمة الصواريخ، مثل الصواريخ الباليستية، والأسلحة الثقيلة مثل الدبابات والطائرات المقاتلة والسفن الحربية.

### القرار 2231
في 20 يوليو 2015، اعتمدت الأمم المتحدة القرار رقم 2231 بشأن إيران الذي صادق على اتفاق خطة العمل الشاملة المشتركة (JCPOA). وقد حظر القرار على إيران نقل واستيراد وتصدير الأسلحة والمواد والمعدات النووية الحساسة والصواريخ أو أنظمة الصواريخ للمدة المحددة. ووفقًا للقرار، عندما تؤكد الوكالة الدولية للطاقة الذرية أن إيران نفذت التزاماتها النووية، جميع قرارات الأسلحة السابقة بشأن إيران ستلغى بعد 10 سنوات من تاريخ الانضمام إلى خطة العمل الشاملة المشتركة. في 8 مايو 2018، انسحبت الولايات المتحدة من خطة العمل الشاملة المشتركة، والمعروفة أيضًا باسم «الاتفاق النووي الإيراني» أو «صفقة إيران».

## اقتراح أمريكي بتمديد حظر الأسلحة على إيران
في 18 أكتوبر 2020، وفقًا للقرار 2231، انتهت صلاحية جميع قرارات حظر الأسلحة السابقة على إيران، وحظر السفر على قاسم سليماني، قائد فيلق القدس. في يونيو 2020، قدمت الولايات المتحدة الأميركية، مشروع قرار لمجلس الأمن يدعوا لتمديد حظر السلاح على إيران.
انتقد وزيرا خارجية روسيا والصين هذا الاقتراح في رسائل بعث بها إلى الأمين العام للأمم المتحدة أنطونيو جوتيريس. وقد ألمحا إلى أنهما سيستخدمان الفيتو من أجل رفض مشروع القرار الأميركي.
في أغسطس 2020، قدمت الولايات المتحدة مسودة جديدة لتمديد حظر الأسلحة. واقترحت المسودة الجديدة تمديد الحظر إلى أجل غير مسمى حتى يقرر مجلس الأمن خلاف ذلك. وسينتهي في 18 أكتوبر 2020. وقد كانت المسودة الأولی تتضمن خطابًا مناهضًا لإيران، لكن تمت إزالته من المسودة المعدلة.

### النتيجة
في 13 أغسطس 2020، رفض مجلس الأمن الدولي مشروع القرار الأمريكي بعد فشله في الحصول على الأصوات التسعة اللازمة لتمريره.ومن بين الدول الأعضاء في المجلس، الذي يضم 15 دولة، امتنعت 11 منها عن التصويت (بينهم بريطانيا وفرنسا وألمانيا)، وأيدت 2 مشروع القرار (الولايات المتحدة وجمهورية الدومينيكان)، بينما عارضته دولتان أخريان (الصين وروسيا).

### ردود الفعل
الولايات المتحدة قال وزير الخارجية الأمريكي مايك بومبيو أن «فشل مجلس الأمن في التصرف بشكل حاسم للدفاع عن السلم والأمن الدوليين أمر لا يغتفر». وقالت السفيرة الأمريكية لدى الأمم المتحدة، كيلي كرافت: «يحق للولايات المتحدة وفقا للقرار 2231 استعادة أحكام قرارات مجلس الأمن السابقة، ستسعى واشنطن لتطبيق آلية» سناباك«لإعادة جميع العقوبات على إيران خلال الأيام المقبلة».
 إيران وصف الرئيس الإيراني حسن روحاني رفض مجلس الأمن للقرار الأمريكي بشأن إيران بأنه هزيمة مذلة للولايات المتحدة. وقال وزير الخارجية الإيراني محمد جواد ظريف على تويتر: «تنمر بومبيو الخارج عن القانون إدى إلى عزلة الولايات المتحدة مرة أخرى في مجلس الأمن. لقد حان الوقت لكي يتوقف دونالد ترامب عن الاستماع إلى كلام حاشيته المتغطرسين».
 صين
قال تشانغ جون سفير الصين لدى الأمم المتحدة: «يظهر مرة أخرى أن النهج الأحادي لا يحظى بدعم عام وأن سلوكيات الهيمنة لن تنجح». وقال وزير الخارجية الصيني وانغ يي، «إن طلب الولايات المتحدة تفعيل آلية سناباك وإعادة فرض العقوبات على إيران غير منطقي على الإطلاق». وان «الحكومة الأميركية وقعت رسميا الاتفاق النووي لعام 2015 ومسؤولة امام المجتمع الدولي الالتزام بالاتفاق».
 الاتحاد الأوروبي
أعرب حلفاء أمريكا الأوروبيون أن الاقتراح الأمريكي بتمديد الحظر لم يتم قبوله أبدًا بسبب الفيتو الروسي والصيني.
 روسيا
وقال سفير روسيا لدى الأمم المتحدة ميخائيل أوليانوف «القرار يمكن أن يأتي بنتائج عكسية» وطالب إيران والوكالة الدولية للطاقة الذرية بحل المشكلة. وقال على تويتر إن استخدام الولايات المتحدة لآلية سناباك من شأنه أن يضر بمجلس الأمن. وقال إن استخدام الولايات المتحدة لسناباك غير قانوني لأنهم تركوا خطة العمل الشاملة المشتركة من جانب واحد.
قال الرئيس الروسي فلاديمير بوتين إن إيران وافقت بالكامل على خطة العمل الشاملة المشتركة. واقترح عقد قمة عبر الإنترنت مع الولايات المتحدة وبريطانيا وفرنسا والصين وألمانيا وإيران في محاولة لتجنب «مواجهة وتصعيد» في الأمم المتحدة.

## الإجراءات الأمريكية بعد رفض القرار

### الشكوى والاقتراح بإطلاق آلية «سناباك» ضد إيران
في 20 أغسطس 2020، قدمتت الولايات المتحدة طلبًا رسميًا إلى الأمم المتحدة لتفعيل آلية «سناباك» لإعادة جميع عقوبات مجلس الأمن المعلقة ضد إيران.
وآلية سناباك المنصوص عليها في الاتفاق النووي المبرم مع إيران في العام 2015 تتيح إعادة فرض كل العقوبات الأممية على إيران إذا ما طلبت دولة طرف في الاتفاق ذلك بدعوى انتهاك طهران للتعهّدات المنصوص عليها في الاتفاق. وفي الأيام الثلاثين التي تلي التبليغ، يفترض أن يتخذ مجلس الأمن موقفا عبر تصويت على مشروع قرار يهدف رسميا إلى تأكيد رفع العقوبات. لكن إذا كانت الدولة مقدمة الشكوى تريد إعادة فرضها، فستستخدم الفيتو، ما يجعل العودة إلى الوضع السابق أوتوماتيكيا.
في 8 مايو 2018، انسحبت الولايات المتحدة من خطة العمل الشاملة المشتركة.

#### النتيجة
عارض 13 من أعضاء مجلس الأمن الخمسة عشر اقتراح الولايات المتحدة.

#### ردود الفعل
الولايات المتحدة قال بومبيو في رده على حلفاء بلاده الأوروبيين: «أنهم منحازون لإيران»، وقال: «لا توجد دولة سوى الولايات المتحدة امتلكت الشجاعة والاقتناع لتقديم مشروع قرار، وهم بدلًا من ذلك اختاروا الانحياز إلى الإيرانيين».
واتهمت كيلي كرافت مجلس الأمن وأعضائه بأنهم «ضلوا طريقهم» و«يقفون في صحبة الإرهابيين».
 روسيا صرح فاسيلي نيبينزيا السفير الروسي لدى الأمم المتحدة، ان الولايات المتحدة لاتتمكن من استخدام آلية سناباك لأنها لم تعد عضوا في الاتفاق النووي. ووصف في كلمته أمام المجلس النهج الأمريكي بشأن إيران بأنه “سياسة الخنق القصوى”.وقال إن الولايات المتحدة «تضع ركبتها على أعناق الشعب الإيراني». اقترحت روسيا عقد اجتماع لمجلس الأمن بشأن إيران، وهو ما رفضته الولايات المتحدة.
 الاتحاد الأوروبي
ادعى جوزيب بوريل منسق السياسة الخارجية في الاتحاد الأوروبي، أن الولايات المتحدة الأمريكية لم تعد طرفاً مشاركاً في خطة العمل الشاملة المشتركة إذ انسحبت من الاتفاق في 8 مايو 2018.

### الإعلان عن تفعيل «آلية سناباك» من قبل الولايات المتحدة
بعد 31 يومًا من اقتراح الولايات المتحدة إلى الأمم المتحدة، أعلن بومبيو إعادة العمل بكل عقوبات الأمم المتحدة على إيران والتي كانت قد رفعت سابقا.

#### النتيجة
تحدث الأمين العام للأمم المتحدة، أنطونيو غوتيريش، عن «عدم اليقين» بشأن استمرار أو عدم استمرارالعقوبات، مشيرًا إلى أنه «لن يمضي قدما في اتجاه بيان الولايات المتحدة ما دام هذا الشك موجودًا».

#### ردود الفعل
الولايات المتحدة
صرحت الولايات المتحدة بأنها لا تزال مشاركًا في الاتفاقية التي انسحبت منها في 2018، ولكن فقط لتفعيل آلية سناباك.
 إيران
قال حسن روحاني أن «الولايات المتحدة وصلت اليوم إلى نقطة الهزيمة الأخيرة». وأعرب مجيد تخت رافانتشي، سفير إيران لدى الأمم المتحدة، ان الادعاء الأمريكي «باطل وباطل».
 الاتحاد الأوروبي
حذر زعماء أوروبيون من أن العقوبات الأمريكية ضد الدول التي لا تمتثل للعقوبات على إيران باطلة قانونًا.
وفي 20 سبتمبر 2020، زعمت بريطانيا وفرنسا وألمانيا أنه سيتم إنهاء جميع عقوبات الأمم المتحدة على إيران. «لقد عملنا بلا كلل من أجل الحفاظ على الاتفاق النووي وما زلنا ملتزمين بذلك».